# زرداختر کاغذی
زرداختر کاغذی (نام علمی: Hypoxis juncea) نام یک گونه از سرده زرداختر است.